# Batalha de Cambedo

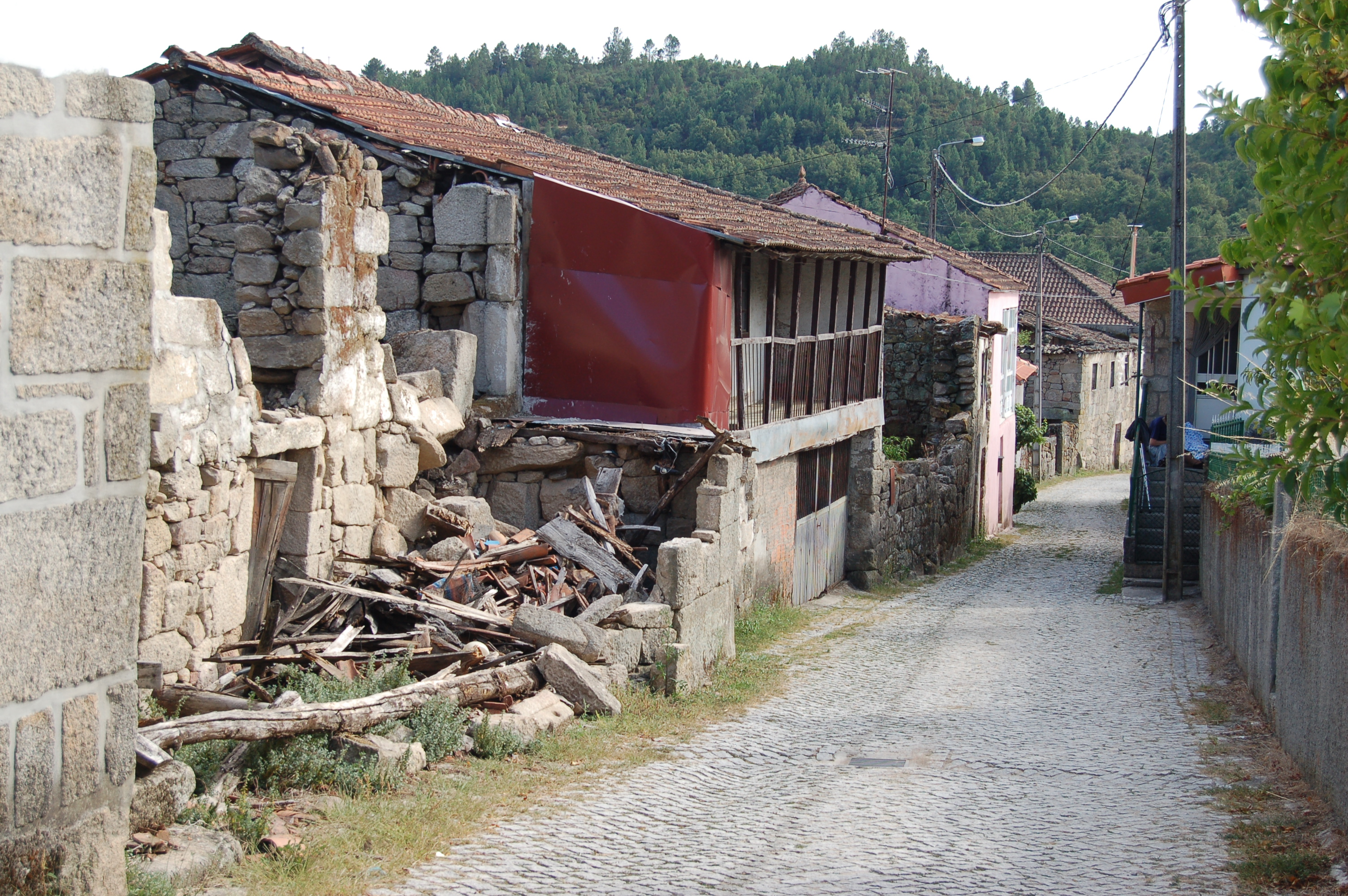
Casas derruídas em 1946.

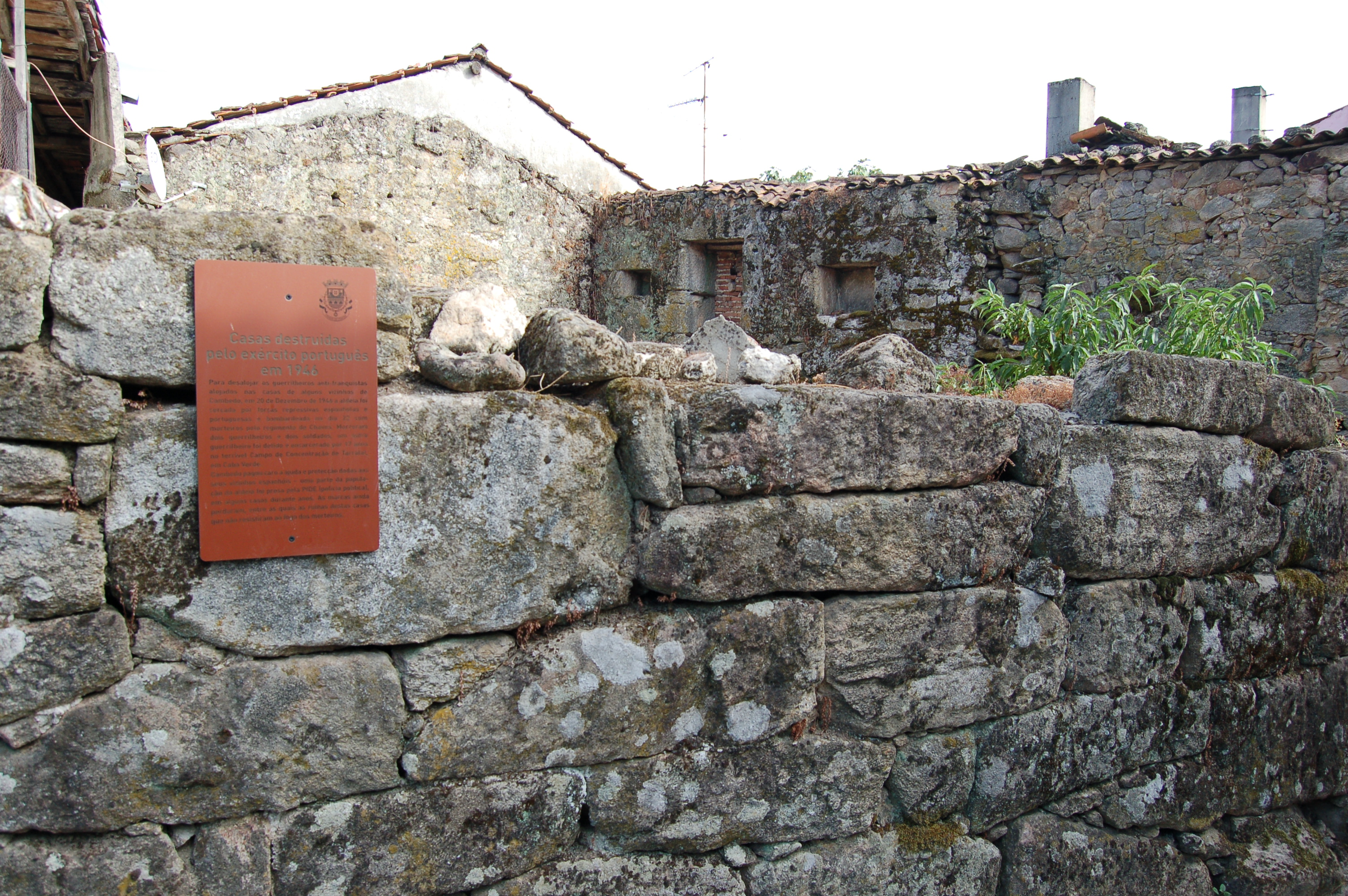
Placa numa das casas derruídas em 1946.

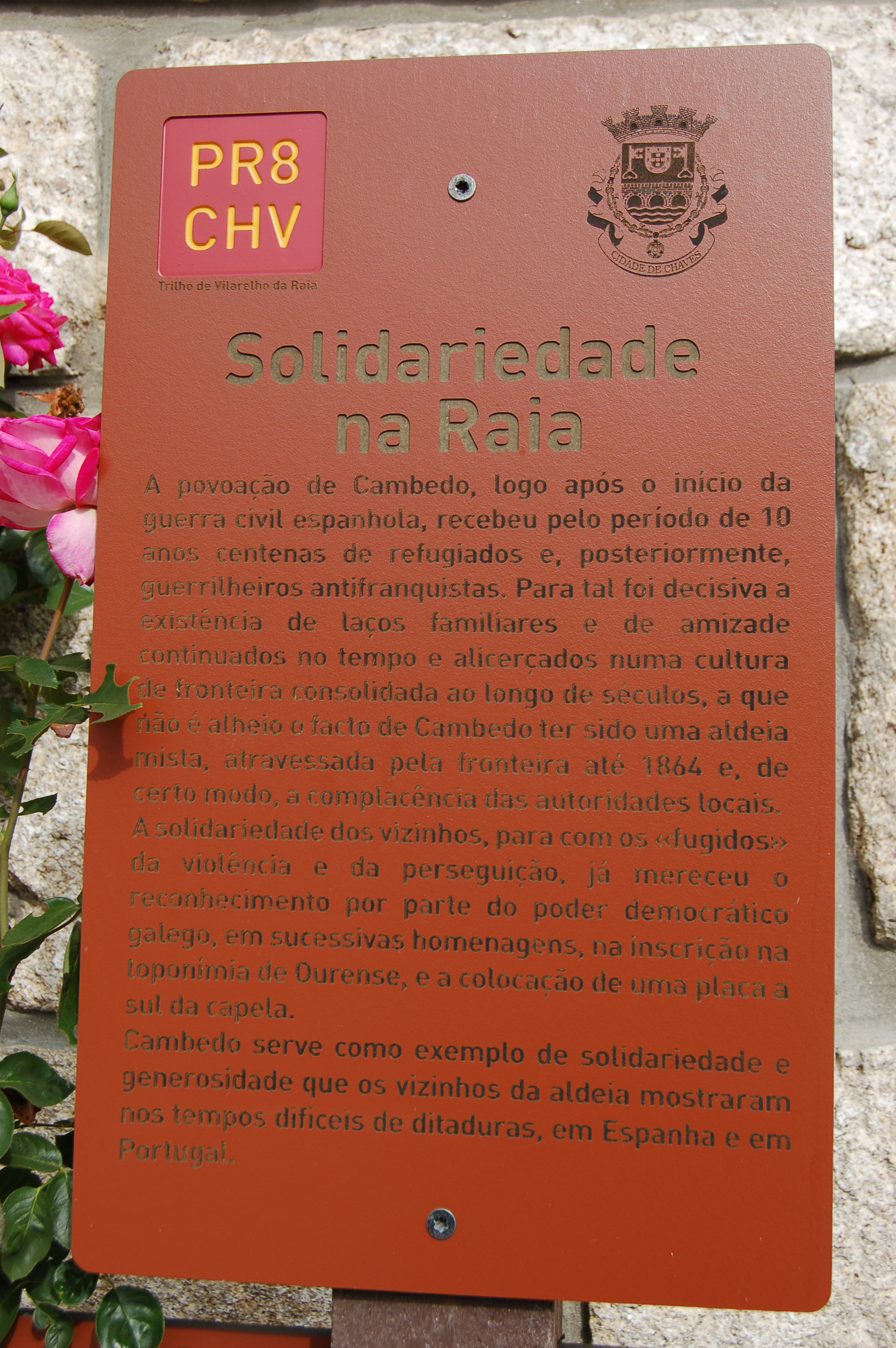
Placa informativa.

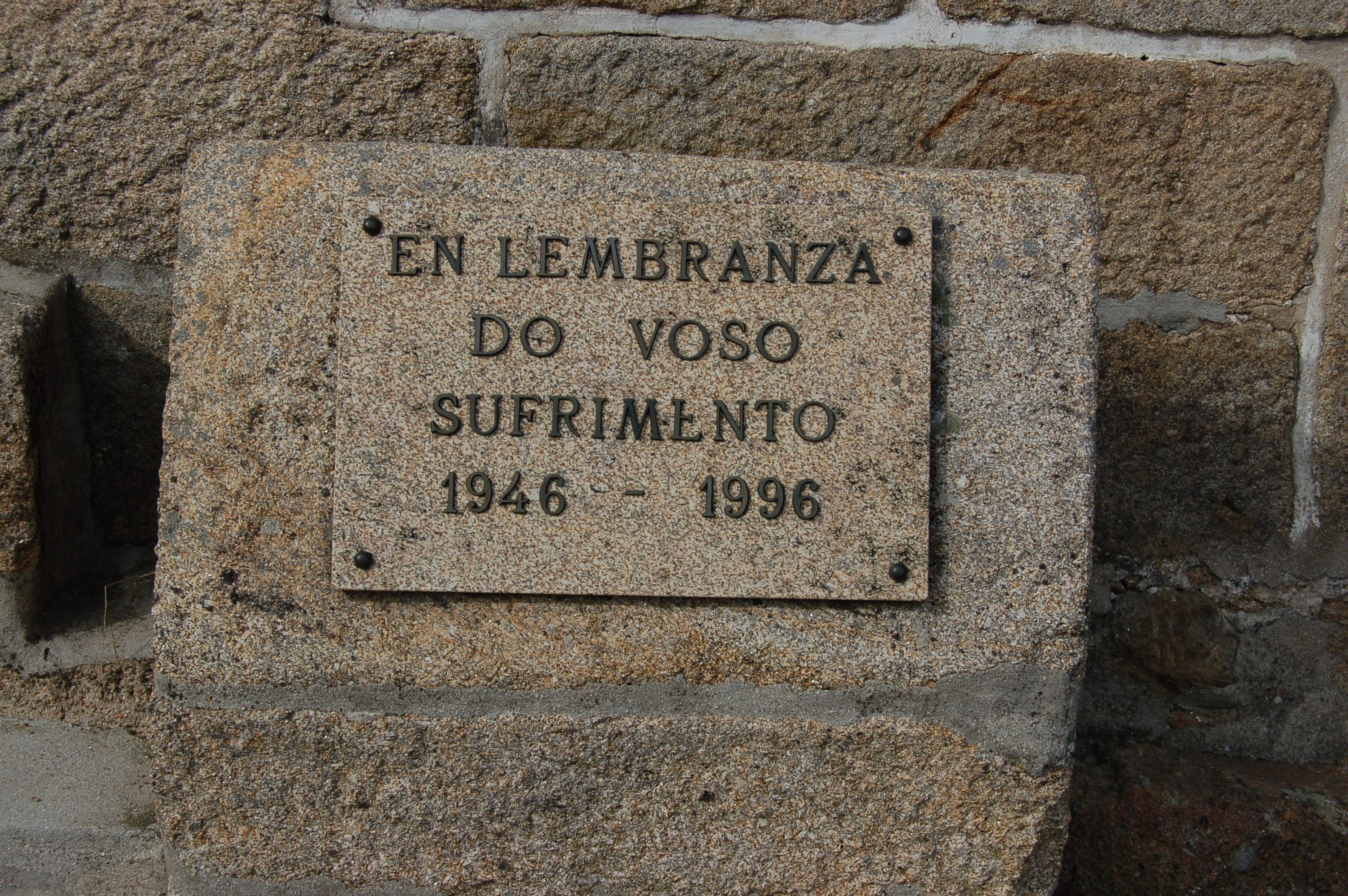
Placa conmemorativa.

Batalha de Cambedo foi o encontro bélico ocorrido a 19 de dezembro de 1946, nas imediações da aldeia de Cambedo (Chaves mun., Portugal), entre guerrilheiros antifranquistas espanhóis, num dos lados, e no outro, forças da Guarda Civil Espanhola e elementos portugueses da Guarda Nacional Republicana, da Guarda Fiscal, do exército e da PIDE.

## Antecedentes
Sempre houve grupos de guerrilheiros que operavam no Noroeste de Espanha que acabavam por se refugiar em localidades portuguesas setentrionais, na zona de Trás-os-Montes.
No final de 1946, diversos grupos aguardavam em localidades portuguesas próximas a Cambedo (Torre do Couto, Vilar de Nantes, Cimo de Vila da Castanheira, etc.) para efectuar uma reunião onde se iria debater a situação espanhola atual e futura, bem como o rescaldo europeu e mundial com o fim da Segunda Guerra Mundial, ocorrido há poucos meses.
Porém, membros da Guarda Civil Espanhola infiltrados nas guerrilhas informaram os seus superiores, pelo que se preparou, em colaboração com autoridades portuguesas, uma operação conjunta em grande escala contra os resistentes republicanos espanhóis. Apesar de tudo, as guerrilhas foram alertadas da emboscada que estava a ser-lhes preparada mas o grupo instalado em Cambedo não pôde ser avisado.

## Os factos
Cercados por uma amálgama de tropas luso-espanholas, o grupo guerrilheiro resistiu e travou um combate, desigual e desesperado. Como resultado, morreram vários guerrilheiros (Bernardino García, Juan Salgado Riveiro) e outros foram presos (Demetrio García Álvarez, Manuel Bárcea).

## Consequências
Durante vários dias, a repressão estendeu-se e adensou-se e foram detidas sessenta e cinco pessoas em diferentes localidades, tanto portugueses como espanhóis, entre elas dezoito habitantes de Cambedo. Com efeito, a guerrilha do Noroeste teve que abandonar as bases que criara no Norte português, o que a isolava ainda mais, dificultando imenso os contactos com o estrangeiro, ainda que os mesmos continuaram em anos seguintes, tanto pela via portuguesa como pela francesa.

## Repercussão
A batalha aparece citada no poema de Xosé Luís Méndez Ferrín "O Cambedo", pertencente ao livro Estirpe (1994).
Em 1999, foi feita uma lápide em homenagem aos mortos desta batalha. Situa-se na Igreja de Cambedo.

### Bibliografía
- Cruz, Bento da, Guerrilheiros antifranquistas em Trás-os-Montes. Barrosana. 2003.
- VV. AA., O Cambedo da Raia: 1946: Solidariedade galego-portuguesa silenciada. Ourense. Associação de Amigos da República. 2004.